# 古巴尖牙發光鯛
古巴尖牙發光鯛為輻鰭魚綱鱸形目鱸亞目發光鯛科的一種，為熱帶海水魚，分布於西大西洋古巴至委內瑞拉北部海域，深度可達100公尺，體長可達30公分，棲息岩石底質底層水域，生活習性不明。